# Kaito Hirata
Kaito Hirata (jap. 平田 海斗, Hirata Kaito; * 25. Juli 2001 der Präfektur Gunma) ist ein japanischer Fußballspieler.

## Karriere
Kaito Hirata erlernte das Fußballspielen in der Schulmannschaft der Fujioka Daini Elementary School sowie in den Jugendmannschaften des Takasaki FC und Mito Hollyhock. Bei Mito unterschrieb er Anfang 2020 auch seinen ersten Profivertrag. Der Verein aus Mito spielte in der zweiten japanischen Liga, der J2 League. Sein Zweitligadebüt gab er am 4. Juli 2020 im Heimspiel gegen JEF United Ichihara Chiba. Hier wurde er in der 84. Minute für Yōta Maejima eingewechselt. Am 8. August 2021 wechselte er auf Leihbasis zum Viertligisten ReinMeer Aomori FC. Während der Ausleihe bestritt er neun Ligaspiele. Nach der Ausleihe wurde er im Februar 2023 fest von Aomore unter Vertrag genommen. Nach zwei Spielzeiten wechselte er im Januar 2025 nach Europa. Hier unterschrieb er in Montenegro einen Vertrag beim Erstligisten FK Bokelj Kotor